# Marathon Rotterdam 2022
De NN Marathon van Rotterdam in 2022 vond plaats op 10 april 2022. Met een totaal aantal deelnemers van 11.716 werd 'Rotterdam' in de loop van dat jaar alleen overtroefd door de marathon van Amsterdam, die een totaal aantal deelnemers van 12.666 telde. Zie verder de Lijst van marathons in Nederland.
Bij de mannen won Abdi Nageeye, hij werd zo de eerste Nederlandse man die de Marathon van Rotterdam won. Bij de vrouwen won Haven Hailu en werd de Nederlandse Nienke Brinkman tweede, in wat ook slechts haar tweede marathon was. Bijzonder was dat zowel Nageeye als Brinkman met hun eindtijden nieuwe Nederlandse standaards neerzetten. Abdi Nageeye verbeterde zijn uit 2019 daterende nationale record van 2:06.17 met bijna anderhalve minuut, terwijl Nienke Brinkman 52 seconden onder het uit 2003 stammende record van 2:23.43 van Lornah Kiplagat bleef.
Er werden naast de marathon ook nog andere wedstrijden georganiseerd, waaronder de 1/4 marathon.

## Uitslagen[1]

### Mannen
| Plaats | Naam                   | Land                | Tijd    |
| ------ | ---------------------- | ------------------- | ------- |
| Goud   | Abdi Nageeye           | Nederland           | 2:04.56 |
| Zilver | Leul Gebreselassie     | Ethiopië            | 2:04.56 |
| Brons  | Kiprop Reuben Kipyego  | Kenia               | 2:05.12 |
| 4      | Bashir Abdi            | België              | 2:05.23 |
| 5      | Kenneth Kipkemoi       | Kenia               | 2:06.22 |
| 6      | Rodgers Ondati Gesabwa | Kenia               | 2:09.40 |
| 7      | Abida Ezamzami         | Marokko             | 2:09.52 |
| 8      | Philemon Kacheran      | Kenia               | 2:10.12 |
| 9      | Björn Koreman          | Nederland           | 2:10.32 |
| 10     | Weynay Ghebresilasie   | Verenigd Koninkrijk | 2:12.17 |

### Vrouwen
| Plaats | Naam                 | Land             | Tijd    |
| ------ | -------------------- | ---------------- | ------- |
| Goud   | Haven Hailu          | Ethiopië         | 2:22.01 |
| Zilver | Nienke Brinkman      | Nederland        | 2:22.51 |
| Brons  | Zhanna Mamazhanova   | Kazachstan       | 2:26.54 |
| 4      | Munkhzaya Bayartsogt | Mongolië         | 2:29.25 |
| 5      | Tristin van Ord      | Verenigde Staten | 2:29.32 |
| 6      | Carolina Wikström    | Zweden           | 2:29.51 |
| 7      | Alisa Vainio         | Finland          | 2:29.56 |
| 8      | Daisy Cherotich      | Kenia            | 2:30.42 |
| 9      | Astrid Verhoeven     | België           | 2:31.39 |
| 10     | Whitney Macon        | Verenigde Staten | 2:32.48 |

1981 ·
1982 ·
1983 ·
1984 ·
1985 ·
1986 ·
1987 ·
1988 ·
1989 ·
1990 ·
1991 ·
1992 ·
1993 ·
1994 ·
1995 ·
1996 ·
1997 ·
1998 ·
1999 ·
2000 ·
2001 ·
2002 ·
2003 ·
2004 ·
2005 ·
2006 ·
2007 ·
2008 ·
2009 ·
2010 ·
2011 ·
2012 ·
2013 ·
2014 ·
2015 ·
2016 ·
2017 ·
2018 ·
2019 ·
2020 ·
2021 ·
2022 ·
2023 ·
2024 ·
2025